# Советский округ (Липецк)
Сове́тский о́круг — один из территориальных округов города Липецка. Расположен на правом берегу реки Воронежа, включает исторический центр города. Население — ↘161 143 человек (2021 г.).
Советский административный район Липецка был образован 31 марта 1972 года. Он включил в себя значительную часть разросшегося к тому времени Правобережного района города, в частности все микрорайоны, земли вдоль проспекта Победы, часть центра города, посёлок Сырский. В 1986 году часть территории передана во вновь образованный Октябрьский район. В 1994 году административно-территориальное деление Липецка было упразднено и Советский район преобразован в территориальный округ.
Помимо центра города включает в себя микрорайоны Мирный и Сырский, новые строящиеся микрорайоны «Елецкий» и «Университетский», а также часть микрорайона Юго-Запад.

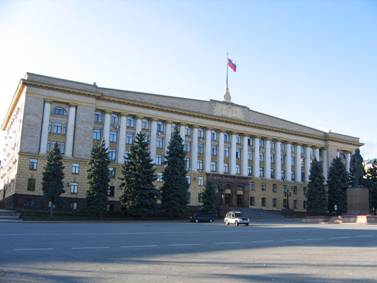
Дом Советов

Основные магистрали —улица Вермишева, улица Космонавтов, улица Терешковой, Московская улица, Советская улица, Первомайская улица, улица Циолковского.
Основные площади — площадь Петра Великого, Соборная площадь, площадь Авиаторов, площадь Победы, площадь Космонавтов.
Советский комитет по работе с населением (администрация округа) расположен на ул. Космонавтов, 56а.

## Население
| 2002     | 2009     | 2010     | 2012     | 2013     | 2014     | 2015     |
| -------- | -------- | -------- | -------- | -------- | -------- | -------- |
| 171 576  | ↘165 428 | ↘161 542 | ↘160 090 | ↘159 769 | ↘159 612 | ↗160 828 |
| 2016     | 2017     | 2018     | 2021     |          |          |          |
| ↗160 991 | ↗162 498 | ↗163 726 | ↘161 143 |          |          |          |

## Промышленность
- Липецкий завод светопрозрачных конструкций (Московская ул., 40)

## Основные объекты социальной инфраструктуры
- Администрация Липецкой области (Соборная пл., 1)
- Совет депутатов Липецкой области (Соборная пл., 1)
- Администрация Липецка (Советская ул., 5)
- Совет депутатов Липецка (Советская ул., 22)
- Областной дворец культуры (ул. Космонавтов, 54а)
- Областной дом народного творчества (пл. Плеханова, 1)
- Дом культуры «Досуг-культура» (Сырский, ул. Ударников, 13)
- Стадион «Металлург» (Первомайская ул., 59)
- Дворец спорта «Звёздный» (ул. Терешковой, 13)
- Киноконцертный зал «Октябрь» (пл. Петра Великого, 6)
- Центральный рынок (пл. Победы, 6)

## Сады и парки
- Часть Каменного Лога (до границы с Октябрьским округом)
- Сквер имени Маркова